# Ниантик
Ниантици (лат. Niantic) су алгонквински народ, староседеоци су делова америчких држава Конектикат (југоисточног дела државе) и Род Ајленд (југозападног дела државе). У време првог контакта са Енглезима били су подељени на две групе одсечене једне од друге Западне Ниантике, који су били поданици Пеквота и Источне Ниантике, који су били у савезу са Нарагансетима. Западни Ниантици су били насељени источно од ушћа реке Конектикат, а Источни на југоистоку данашњег Род Ајленда.
Због дуготрајне одвојености западнониантички дијалекат је постао сличнији пеквотско-мохеганском језику, него источнониантичком дијалекту, који је са друге стране био сличнији нарагансетском језику.

## Име
Ниантик у преводу значи „од вода дугог врата”, то јест са обала полуострва. Претпоставља се да се под дугим вратом подразумева полуострво Блек Поинт, које се налази у селу Ниантик у држави Конектикат.

## Етнографија
Ниантици су се лети бавили риболовом и скупљањем шкољки. Узгајали су кукуруз, пасуљ и бундеву, а исхрану су допуњавали ловом и сакупљањем орашастих плодова, корења и воћа.

## Историја

### Пре контакта са Европљанима
Након пеквотске инвазије изгубили су велики део своје територије и подељени су на две групе (одсечене једне од друге) Западне Ниантике, који су били поданици Пеквота и Источне Ниантике, који су били у савезу са Нарагансетима.
Пре контакта са Европљанима верује се да их је било око 4.000. Након првих контакта Европљана са домороцима Северне Америке у 16. веку, међу староседеоцима су се прошириле заразне болести пренете из Европе. Након што су допрле до Ниантика довеле су до смрти више од половине народа, па их је у време почетка насељавања Енглеза у колонији Плимут 1620. било само око 1.500 (равномерно подељених између Западних и Источних Ниантика).

### 17. век
Западни Ниантици су 1637. у Пеквотском рату, у коме су учествовали на страни Пеквота против Енглеза били скоро потпуно истребљени. Преживело их је само око 100, након чега су их Енглези предали својим савезницима Мохиганцима. Који су их временом асимиловали. Део Западних Ниантика који је преживео Пековотски рат је побегао на запад и придружио се Индијанцима Брад`ртона. Један број данашњих Мохиганаца, нарочито оних који живе у близини града Лајма у Конектикату зна за своје (делимично) ниантичко порекло.
Источни Ниантици су смештени на мали резерват у близини Чарлстона у Род Ајленду. Након Рата краља Филипа (1675–76), преживели Нарагансети су насељени на њихов резерват. Како је досељених Нарагансета било много више од Источних Ниантика, Источни Ниантици су се временом утопили у нарагансетски народ. Као и у случају Мохиганаца који су потомци Ниантика и многи Нарагансети који имају ниантичко порекло су свесни тога.

### 19.
Држава Конектикат је до 1870. Ниантике прогласила истребљеним, након чега је продала 1 km² земље резервата који је обухватао цело полуострво Блек Поинт у граду Ист Лајм. Држава је 1886. продала ниантичко гробље, које након тога оскрнављено и на његовом месту је изграђено насеље Кресент Биич града Ист Лајм.

### 20. век
У 20. веку у току ископавања темеља за нове зграде на простору насеља Кресент Биич града Ист Лајм откривено је неколико скелета Ниантика, последњи случај је забележен 1988.
Крајем 20. века 1998. године око 35 конектикатских породица које тврде да имају ниантичко порекло основало је непрофитну организацију под именом „Ниантичко племе и нација”. Основали су трочлани управни одбор, започели детаљније истраживање своје историје и затражили од федералне владе признање организације као индијанског племена.